# Afrikaanse beker der kampioenen 1969
De Afrikaanse beker der kampioenen 1969 was de vijfde editie van de beker voor landskampioenen voetbal in Afrika.

## Voorronde
| Team 1               | Tot. | Team 2            | 1e wedstr. | 2e wedstr. |
| -------------------- | ---- | ----------------- | ---------- | ---------- |
| Africa Sports        | 7-1  | Olympique Sportif | 5-1        | 2-0        |
| Young Africans       | 4-3  | Fitarikandro      | 4-1        | 0-2        |
| FC Saint Eloi Lupopo | w.o  | US Cattin         | w.o        |            |
| Hoga Mogadishu       | 3-4  | Burri Khartoum    | 2-0        | 1-4        |

## Eerste Ronde
| Team 1          | Tot. | Team 2                 | 1e wedstr. | 2e wedstr. |
| --------------- | ---- | ---------------------- | ---------- | ---------- |
| Asante Kotoko   | 6-2  | Patronage Sainte Anne  | 5-1        | 1-1        |
| Al-Tahaddy      | 0-8  | Al-Ismaily             | 0-5        | 0-3        |
| Burri Khartoum  | 3-4  | Gor Mahia              | 2-4        | 1-0        |
| Caïman Douala   | 1-3  | FC Saint Eloi Lupopo   | 0-0        | 1-3        |
| Saint-George SA | 0-5  | Young Africans         | 0-0        | 0-5        |
| Secteur 6       | 1-8  | Etoile Filante de Lomé | 1-5        | 0-3        |
| TP Englebert    | 4-3  | Africa Sports          | 2-1        | 2-2        |
| USFRAN          | w.o  | Conakry II             | 2-7        | w.o        |

## Kwartfinales
| Team 1        | Tot. | Team 2                 | 1e wedstr. | 2e wedstr. |
| ------------- | ---- | ---------------------- | ---------- | ---------- |
| Asante Kotoko | 2-2x | Young Africans         | 1-1        | 1-1        |
| Al-Ismaily    | 4-2  | Gor Mahia              | 3-1        | 1-1        |
| Conakry II    | 10-2 | FC Saint Eloi Lupopo   | 7-2        | 3-1        |
| TP Englebert  | 4-2  | Etoile Filante de Lomé | 4-1        | 0-1        |

x Asante Kotoko wint na een loting

## Halve Finale
| Team 1        | Tot. | Team 2     | 1e wedstr. | 2e wedstr. |
| ------------- | ---- | ---------- | ---------- | ---------- |
| Asante Kotoko | 4-5  | Al-Ismaily | 2-2        | 2-3        |
| TP Englebert  | 7-5  | Conakry II | 4-0        | 3-5        |

## Finale
| Team 1       | Tot. | Team 2     | 1e wedstr. | 2e wedstr. |
| ------------ | ---- | ---------- | ---------- | ---------- |
| TP Englebert | 3-5  | Al-Ismaily | 2-2        | 1-3        |